# Papín
Papín (ungarisch Papháza – bis 1907 Papina) ist eine Gemeinde im Osten der Slowakei mit 869 Einwohnern (Stand 31. Dezember 2024), die zum Okres Humenné, einem Kreis des Prešovský kraj gehört.

## Geographie
Die Gemeinde liegt im Bergland Laborecká vrchovina nahe dem Karpaten-Hauptkamm am Flüsschen Udava. Das Ortszentrum liegt auf einer Höhe von 260 m n.m. und ist 16 Kilometer von Snina sowie 22 Kilometer von Humenné gelegen.

## Geschichte
Der Ort entstand wohl im 14. Jahrhundert und wurde zum ersten Mal 1451 schriftlich erwähnt. Papín gehörte zum Herrschaftsgebiet von Homenau, das mit dem Geschlecht Drugeth eng verbunden war. 1828 sind 117 Häuser und 853 Einwohner verzeichnet.

## Bevölkerung
| Jahr                | 1994 | 2004    | 2014    | 2024     |
| ------------------- | ---- | ------- | ------- | -------- |
| Anzahl der Personen | 1110 | 1075    | 999     | 869      |
| Unterschied         |      | −3,15 % | −7,06 % | −13,01 % |

| Jahr                | 2023 | 2024    |
| ------------------- | ---- | ------- |
| Anzahl der Personen | 868  | 869     |
| Unterschied         |      | +0,11 % |

Ergebnisse nach der Volkszählung 2001 (1105 Einwohner):
| Nach Ethnie: - 97,38 % Slowaken - 0,72 % Russinen - 0,27 % Ukrainer | Nach Religion: - 90,86 % römisch-katholisch - 6,33 % griechisch-katholisch - 1,72 % keine Angabe |

## Bauwerke
- römisch-katholische Kirche von 1756